# Dominic Oduro
Dominic Oduro (Accra, 1985. augusztus 13. –) ghánai labdarúgó, jelenleg a Montreal Impact csatára.